# Nesiocladius gressitti
Nesiocladius gressitti är en tvåvingeart som beskrevs av James E. Sublette och Wirth 1980. Nesiocladius gressitti ingår i släktet Nesiocladius och familjen fjädermyggor. Inga underarter finns listade i Catalogue of Life.